# Pseudapis illepida
Pseudapis illepida är en biart som först beskrevs av Walker 1871.  Pseudapis illepida ingår i släktet Pseudapis och familjen vägbin. Inga underarter finns listade i Catalogue of Life.